# UFC 181
UFC 181: Hendricks vs. Lawler II foi um evento de artes marciais mistas promovido pelo Ultimate Fighting Championship, ocorrido em 6 de dezembro de 2014 no MGM Grand Garden Arena em Las Vegas, Nevada.

## Background
A luta principal seria a disputa do Cinturão Peso Médio do UFC entre o atual campeão Chris Weidman e o desafiante Vítor Belfort que conseguiu sua licença após o polêmico caso de uso do TRT.  No entanto, no dia 22 de setembro de 2014, foi anunciado que a luta principal seria cancelada por causa de uma lesão na mão do estadunidense, sendo adiada para fevereiro de 2015. Deste modo, o evento principal foi a revanche entre Johny Hendricks e Robbie Lawler.
Ocorrerá também mais uma disputa de cinturão. Será o combate entre o atual campeão Anthony Pettis e o desafiante Gilbert Melendez. Ambos serão treinadores do TUF 20.
Gian Villante iria enfrentar Corey Anderson no evento, no entanto, uma lesão tirou Vilante do evento e seu substituto foi Jonathan Wilson. No entanto, alguns dias depois Wilson teve que se retirar da luta e foi substituído por Justin Jones.
Era esperado que Holly Holm enfrentasse Raquel Pennington no card, mas uma lesão a tirou da luta e foi substituída por Ashlee Evans-Smith

## Card Oficial
Nota 1 Pelo Cinturão Meio Médio do UFC.  

Nota 1 Pelo Cinturão Peso Leve do UFC.

## Bônus da Noite
- Luta da Noite:  Sergio Pettis vs.  Matt Hobar
- Performance da Noite:  Anthony Pettis e  Josh Samman